# Армянский госпиталь
Армянский госпиталь —  старейшее лечебное учреждение города Каменец-Подольский, действовало с начала XVII до XIX века. Здание госпиталя возведено армянской общиной в 1614 году.

## Предыстория
История старейшего лечебного заведения города неразрывно связана с деятельностью армянской общины города. По разным данным армяне поселились здесь в XI — XIII веках.В XVII веке в городе уже насчитывалось 1200 семей армян. Составляя значительную часть населения Каменец-Подольского, и занимая большую часть города, армяне были вовлечены в его культурную, экономическую и военную жизнь. Селились армяне в основном в юго-восточной части города; до сих пор в городе имеется квартал, известный среди местных под названием Армянский. Здесь располагался центр торговой деятельности — Армянский рынок, а также, не сохранившийся до наших дней, армянский магистрат(ратуша) и главные армянские храмы города.
Армянский госпиталь был построен в 1614 году. Иосиф Ролле отмечал, что он сильно отличался от остальных госпиталей региона, в которых больные и калеки, а также престарелые солдаты находили лишь приют. Госпиталь армянской общины выполнял функции лечебницы, куда поступали больные с различными заболеваниями. Активную роль в лечении принадлежала молодым армянкам, знавшие секреты армянской и арабской медицины. Армянская медицина,  в XI—XVI веках находилась на уровне достижений передовой медицины Востока, а в некоторых областях (физиология, патология, клиника, понятие об инфекции и контагнозноетн и др.) опередила своё время.
С целью содержания госпиталя в городе был введен специальный налог. Каждый армянин занимающийся торговлей,  при въезде в город с товарами или при выезде из города платил 3 гроша, каждый армянин-мясник по 2 гроша с большой зарезанной скотины и грош с малой; с каждой провозимой в город  фуры дров, в пользу госпиталя, бралось по полену.
Армянский госпиталь выполнял свою функцию лечения больных около двухсот лет. При раскопках одного из кладбищ в армянском районе старого города были найдены распиленные кости и хирургический пинцет. В связи с чем было высказано предположение о тогм, что в госпитале проводились и некоторые хирургические операции.

## Архитектура
Армянский госпиталь, представляет собой  здание длиной 27 м. и шириной 10 м. Госпиталь был построен в виде буквы  "Г", соединявшееся с северной стороны с оборонительной башней. Во дворе госпиталя, по всей длине сооружения, между первым и вторым этажами, была пристроена деревянная галерея-балкон. Сооружение было как бы изолировано от городского шума, лишь с южной его стороны имелись большие въездные ворота шириной до 3-х метров. Западная стена здания госпиталя укреплена двумя каменными контрфорсами.